# Миронов, Борис Николаевич
Бори́с Никола́евич Миро́нов (род. 21 сентября 1942 года) — советский и российский историк, клиометрист, специалист в области исторической социологии, социальной, экономической и демографической истории России, антропометрической истории и методологии исследований. Автор модернизационной концепции Революции 1917 года. Доктор исторических наук, профессор Санкт-Петербургского государственного университета. Лауреат РАНовской премии имени В. О. Ключевского (2021). Автор свыше 470 работ (по состоянию на 25.09.2023), из которых более сотни статей опубликованы в ведущих международных журналах на английском, китайском, немецком, французском, испанском, японском и других языках. Две монографии Б. Н. Миронова («Социальная история России периода империи» и «Благосостояние населения и революции в имперской России») переведены на английский и китайский языки.
«Практически все» публикации Миронова «оказываются в числе наиболее дискуссионных», они «стали знаковым явлением в историографии», а их автор на страницах «Российской газеты» неоднократно назван «самым оспариваемым историком России».
По результатам опроса российских учёных-историков, произведённого в ноябре 2022 года,  Б. Н. Миронов занимает первое место среди историков России, внёсших вклад как свою область знания, так и, в целом, в историческую науку. Его книга «Социальная история России периода империи (XVIII — начало XX в.)» — на шестом месте среди трудов классиков исторической науки, являющихся «образцом исторического анализа».

## Биография
Родился в городе Маркс Саратовской области. Отец — офицер. Мать — коренная ленинградка, эвакуированная в Маркс из Ленинграда в период ВОВ. В 1959 году окончил среднюю школу № 6 города Ставрополя с золотой медалью.
В 1959 году поступил на экономический факультет Ленинградского государственного университета (ЛГУ), на отделение политической экономики. В 1961 году после второго курса был отчислен за антимарксистские взгляды. В том же году ректором ЛГУ Александровым А. Д. был восстановлен студентом исторического факультета ЛГУ, который окончил в 1965 году с отличием. В 1965—1966 годы — служба в рядах Вооружённых Сил СССР.
В 1966—1969 годы — учёба в аспирантуре Ленинградского отделения Института истории (ЛО ИИ) СССР АН СССР. Там же — защита диссертации на соискание учёной степени кандидата исторических наук (26.12.1969). Тема работы — «Хлебные цены в России XVIII в.» (научные руководители — А. Г. Маньков и А. Л. Шапиро, специальность 07-571 «История СССР»).
Защита в ЛГУ диссертации на соискание учёной степени доктора исторических наук (15.06.1983). Тема работы — «Внутренний рынок России во второй половине XVIII — первой половине XIX вв.» (специальность 07-00.02 «История СССР»).
С 1970 по 2016 годы — работа в ЛО ИИ СССР АН СССР (с 2000 года — СПбИИ РАН): младший научный сотрудник (1970—1983), старший научный сотрудник (1983—1986), ведущий научный сотрудник (1986—2009), главный научный сотрудник (2009—2016).
С 1972 по 1977 год и с 1981 по 1992 год — работа (по совместительству) на историческом факультете ЛГУ (СПбГУ): ассистент (1974—1983), доцент (1983—1989), профессор (1990—1993). С 1978 по 1981 год — работа (по совместительству) на историческом факультете РГПУ им. А. И. Герцена.
В период 1993—2003 годов преподавал в университетах Канады, США, Франции, Германии и Японии.
С 2000 по 2017 год — профессор (по совместительству) кафедры социологии культуры и коммуникации факультета социологии СПбГУ. С 2000 по 2013 год — профессор (по совместительству) Европейского университета в Санкт-Петербурге.
С 2017 года — профессор (штатный) кафедры источниковедения истории России Института истории СПбГУ.
Академические учёные звания — старший научный сотрудник по специальности «История СССР» (1987), старший научный сотрудник (2002). Учёное звание профессор по кафедре истории России (1990).

## Спектр научных интересов
Методология и методика исторических исследований; история торговли, цен и питания населения; аграрная история; история урбанизации, уровня жизни населения, неравенства и социального расслоения; история трудовой этики, социального и культурного капитала; российские революции начала XX века; европеизация и модернизация России в период со второй половины XVII века до начала XXI века. Б. Н. Миронова даже называют главой научной школы социальной истории России.

Овладение междисциплинарной методологией остаётся уделом отдельных блестящих умов, к каковым принадлежит и Миронов. Но для многих отечественных специалистов, остающихся традиционалистами и испытывающих недоверие к социальным наукам, а то и их категорическое неприятие, он является чужаком. […] Эрудиция автора восхищает и вызывает «белую» зависть (очевидно также, что накопить и мастерски использовать такой объём знаний под силу только незаурядному уму).
— В. В. Согрин (профессор МГИМО, руководитель Центра североамериканских исследований 
Института всеобщей истории РАН).

## Основные научные достижения
Автор фундаментальной монографии «Социальная история России периода империи (XVIII — начало XX века)». Внёс большой вклад в разработку методики использования антропометрических данных как исторического источника. К примеру, Б. Н. Мироновым было показано, что динамика среднего роста мужского населения России позволяет предположить, что уровень жизни в стране на протяжении 305 лет (1701—2005 гг.) изменялся циклически. Но в XVIII веке преобладал понижательный тренд, а в XIX—XX веках — повышательный тренд. Россия в начале XVIII века по уровню биостатуса в европейском масштабе находилась немного ниже середины и всю дистанцию в 1701—2005 годах прошла преимущественно в середине, в периоды снижения уровня жизни несколько отдаляясь, а в периоды повышения уровня жизни приближаясь к середине, не покидая, однако, средний уровень социально-экономического развития.
Предложил оригинальную «оптимистическую» трактовку российской истории XVIII — начала XX веков. Причину Русской революции видит как в наличии субъективных факторов — утопических настроений части русской интеллигенции, так и в действиях контрэлиты, в частности предпринимателей, желавших вырвать власть у монархии. Из специалистов, высказавшихся в научных реферируемых журналах, двадцать один оценил работу Миронова «по преимуществу положительно», восемь — полностью отрицательно. По состоянию на 7.11.2018 (по базе РИНЦ) h-индекс Б. Н. Миронова — 40, а в международных базах данных Web of Science и Scopus — 6. Общее число цитирований его работ (по базе РИНЦ) превышает 9000.

Лучше всего Б. Н. Миронову удались статистические исследования. Он проявил незаурядную изобретательность в постановке вопросов, ответы на которые можно найти с помощью статистики, и в поиске неожиданных способов решения трудноразрешимых вопросов. […] Миронов сумел продемонстрировать читателю поистине безграничные возможности статистики в познании русской истории.
— А. П. Шевырёв (доцент МГУ имени М. В. Ломоносова).

## Критика
Работы Б. Н. Миронова критиковали С. А. Нефёдов, A. B. Oстpoвcкий, В. Г. Хорос.

## Общий перечень публикаций
- Борис Николаевич Миронов: Биобиблиографический указатель трудов: 1964—2018 / Отв. ред. А. Х. Даудов; сост. Т. Е. Сохор. — СПб.: Изд. Дмитрий Буланин, 2019. — 176 с. — ISBN 978-5-86007-904-5
- В информационной базе РИНЦ

## Печатные труды
Моя концепция разрушает устоявшуюся, согласно которой всё определяет экономика, царский режим себя исчерпал, страна находилась в состоянии перманентного системного кризиса, революция была неизбежна, потому что не проводились необходимые реформы. И так далее, и так далее. Мой взгляд на русскую историю обесценивает труды оппонентов, посвятивших этому десятилетия жизни. Больше всего, естественно, затронуто старшее поколение и особенно те, кто в советское время занимался историей революции.
— Б. Н. Миронов о своей исследовательской концепции. (Из интервью «Российской газете», 06.07.2015.)

### Монографии (на русском языке)
- Миронов Б. Н., Степанов З. В. Историк и математика (Математические методы в историческом исследовании). — Л.: Наука, 1975. — 184 с.
- Миронов Б. Н. Внутренний рынок России во второй половине XVIII-первой половине XIX в. — Л.: Наука, 1981. — 259 с.
- Миронов Б. Н. Историк и социология. — Л.: Наука, 1984. — 174 с.
- Миронов Б. Н. Хлебные цены в России за два столетия (XVIII—XIX вв.). — Л.: Наука, 1985. — 301 с.
- Миронов Б. Н. Русский город в 1740—1860-е годы: демографическое, социальное и экономическое развитие. — Л.: Наука, 1990.
- Миронов Б. Н. История в цифрах: (Математика в исторических исследованиях). — Л.: Наука, 1991.
- Миронов Б. Н. Социальная история России периода империи (XVIII — начало XX в.): Генезис личности, демократической семьи, гражданского общества и правового государства. В 2-х тт. — СПб.: Дмитрий Буланин, 1999.
  - То же. Изд. 2-е испр. В 2-х тт. — СПб.: Дмитрий Буланин, 2000.
  - То же. Изд. 3-е испр. В 2-х тт. — СПб.: Дмитрий Буланин, 2003.
- Миронов Б. Н. Благосостояние населения и революции в имперской России: XVIII — начало XX в. — М.: Новый хронограф, 2010. — 911 с.
  - То же. Изд. 2-е испр., доп. — М.: Весь мир, 2012. — 848 с.
- Миронов Б. Н. Страсти по революции: Нравы в российской историографии в век информации. — М.: Весь мир, 2013. — 336 с.
  - То же. 2-е изд. М.: Весь мир, 2014. — 336 с.
- Миронов Б. Н. Российская империя: от традиции к модерну. В 3-х тт. — СПб.: Дмитрий Буланин, 2014, 2015.
  - То же. Изд. 2-е испр. В 3-х тт. — СПб.: Изд. Дмитрий Буланин, 2018.
- Миронов Б. Н. Управление этническим многообразием Российской империи. — СПб.: Дмитрий Буланин, 2017. — 640 с.
- Миронов Б. Н. Российская модернизация и революция. — СПб.: Дмитрий Буланин, 2019. — 528 с.

### Монографии, переведённые и изданные на иностранных языках
- Миронов Б. Н. Историк и математика (Математические методы в историческом исследовании). — Л.: Наука, 1975. — 184 с. (Перевод на китайский язык. КНР, Пекин, 1990.)  (кит.)
- Миронов Б. Н. Историк и социология. — Л.: Наука, 1984. (Перевод на китайский язык. КНР, Пекин, 1988. — 174 с.)  (кит.)
- Mironov, Boris. The Social History of Imperial Russia, 1700—1917. — Boulder: Westview Press, 2000. Vol. 1, 2. (Перевод 1-го издания «Социальной истории»). (англ.)
- Миронов Б. Н. Социальная история России периода империи (XVIII — начало XX в.): Генезис личности, демократической семьи, гражданского общества и правового государства. Изд. 3-е испр. В 2-х тт. — СПб.: Дмитрий Буланин, 2003. (Перевод на китайский язык. Дзинан (Jinan): изд-во Шаньдонского ун-та (Shan-Dong University Press), 2006. В 2 тт.)  (кит.)
- Миронов Б. Н. Благосостояние населения и революции в имперской России: XVIII — начало XX века. — Шанхай: 2013. — 825 с. (Перевод на китайский язык.)  (кит.)
- Mironov, Boris. The Standard of Living and Revolutions in Russia, 1700—1917. — London and New York: Routledge, Taylor and Francis Group, 2012. — 668 p. (Перевод «Благосостояние населения и революции в имперской России: XVIII — начало XX века») (англ.)

### Учебники
- Миронов Б. Н. Историческая социология России: Учебное пособие / Под общ. ред. В. В. Козловского. — СПб.: Изд. дом СПбГУ, Интерсоцис, 2009. — 536 с.
- Миронов Б. Н. Историческая социология России: в 2 ч. Изд. 2-е, испр. и доп. Учебник для академического бакалавриата. — М.: Юрайт, 2017. — 246+273 с.

### Основные статьи
| на русском языке |
| --- |
| - Миронов Б. Н. Революция цен в России XVIII в. // Вопросы истории. 1971. № 1. С. 49—61. - Миронов Б. Н. Социальное расслоение русского крестьянства под углом зрения социальной мобильности // Проблемы аграрной истории: в 2 ч.. Минск, 1978. С. 106—116. - Миронов Б. Н. Семья: нужно ли оглядываться в прошлое // В человеческом измерении. — М.: 1989. С. 229—246. - Миронов Б. Н. Экономический рост и образование в России и СССР в XIX—XX веках // Отечественная история. 1994. № 4—5. С. 111—125. - Миронов Б. Н. Преступность в России в XIX — начале XX века // Отечественная история. 1998. № 1. С. 24—41. - Миронов Б. Н. «Послал Бог работу, да отнял чёрт охоту»: трудовая этика российских рабочих в пореформенное время // Социальная история. Ежегодник. 1998/1999. М., 1999. С. 243—286. - Миронов Б. Н. Отношение к труду в дореволюционной России // Социологические исследования (СОЦИС). 2001. № 10. С. 99—108. - Миронов Б. Н. «Сыт конь — богатырь, голоден — сирота»: питание, здоровье и рост населения России второй половины XIX — начала XX века // Отечественная история. 2002. № 2. С. 30—43. - Миронов Б. Н. Биологический статус женщин Санкт-Петербурга в 1940—2005 гг. (По астрометрическим данным о новорождённых и их матерях) // Мир России: Социология, этнология. 2007. Т. 16. № 1. С. 99—146. - Миронов Б. Н. Культурный капитал России за тысячу лет // Экономическая политика. 2013. № 1. С. 62—95. - Миронов Б. Н. Русская революция 1917 года как побочный продукт модернизации // Социологические исследования. 2013. № 10. С. 29—39. - Миронов Б. Н. Какая дорога ведёт к революции? Имущественное неравенство в России за три столетия, XVIII-начало XXI в. // Социологические исследования. 2014. № 8. С. 96—104, № 11. С. 121—129. - Миронов Б. Н. Кто виноват: природа или институты? Географический фактор в истории России. Статья 1 // Общественные науки и современность. 2014. № 5. С. 130—141; 2015. № 1. С. 83—99. - Миронов Б. Н. Жизненный уровень российского приходского православного духовенства в имперской России // Исторический журнал: научные исследования. 2015. № 1. С. 65—80. - Миронов Б. Н. Жалованье офицеров русской армии в XVIII — начале XX века // Военно-исторический журнал. 2016. № 2. С. 45—53. - Миронов Б. Н. Бюджет времени российского православного крестьянства во второй половине XIX — начале XX в. // Этнографическое обозрение. 2016 г. № 5. С. 116—127, 138—149. - Миронов Б. Н. Нужна ли россиянам клиотерапия? [Круглый стол по книге Б. Н. Миронова «Российская империя: от традиции к модерну»: в 3 тт. — СПб.: Изд. Дмитрий Буланин, 2014—2015] // Былые годы. Российский исторический журнал. 2016. № 41-1 (3). С. 1003—1053. - Миронов Б. Н. Кризис еврейской диаспоры в постсоветской России // Новейшая история России. 2017. № 1. С. 171—193. - Миронов Б. Н. Рабочие в революции 1917 г.: субъект истории или пушечное мясо? // Социологические исследования. 2017 № 2. С. 24—35. - Миронов Б. Н. Достижения и провалы российской экономики в годы Первой мировой войны // Вестник Санкт-Петербургского университета. История. 2017. Том 62. Вып. 3. С. 463—480. - Миронов Б. Н. Погрузившая в смуту и укравшая победу революция // Вестник Санкт-Петербургского университета. История. 2017. Том 62. Вып. 4. С. 693—716. - Миронов Б. Н. Российская революция 1917 года сквозь призму демографической модернизации // Демографическое обозрение. 2017. Т. 4. № 4. С. 6—58. - Миронов Б. Н. Динамика российской промышленности и транспорта в 1913—1920 гг. // Экономическая история. 2017. № 3 (38). С. 9—30. - Миронов Б. Н. Модернизация имперская и советская // Вестник Санкт-Петербургского университета. История. 2018. Том 63. Вып. 1. С. 54—82. - Миронов Б. Н. Церковь и государство до и после Российской революции 1917 года // Вестник Санкт-Петербургского университета. История. 2020. Том 65. Вып. 2. С. 646—667. |

| на английском языке |
| --- |
| - Mironov B. N. The Russian Peasant Commune after the Reforms of the 1860s // Slavic Review. 1985. Т. 44. № 3. pp. 438–467. (англ.) - Mironov B. N. The Development of Literacy in Russia and the USSR from the Tenth to the Twentieth Centuries // History of Education Quarterly. 1991. Т. 31. № 2. P. 229—252. (англ.) - Mironov B. N. Diet, Health and Stature of the Russian Population from the Mid-Nineteenth to the Beginning of the Twentieth Century // The Biological Standard of Living in Three Continents Further Explorations In Anthropometric History. Boulder, 1995. P. 59—80. (англ.) - Mironov B. N. New Approaches to Old Problems: the Well-Being of the Population of Russia from 1821 to 1910 as Measured by Physical Stature // Slavic Review. 1999. Т. 58. № 1. P. 1—26. (англ.) - Mironov B. N. The Burden of Grandeur: Physical and Economic Well-Being of the Russian Population in the Eighteenth Century // Living Standards in the Past: New Perspectives on Well-Being in Asia and Europe. 2005. P. 255—276. (англ.) - Mironov B. N. Wages and Prices in Imperial Russia, 1703—1913 // The Russian Review. 2010. Т. 69. № 1. P. 47—72. (англ.) - Mironov B. N. Long-term Trends in the Development of the Family Structure in Christian Russia from the 16th to the 20th Century: An Analytical Overview of Historiography // Journal of Family History: Studies in Family, Kinship, Gender, and Demography. October 2016. Vol. 41 (4). P. 355—377. (англ.) - Mironov B. N. The Challenge of Space and the Technologies of Management of Ethno-Confessional Diversity in the Russian Empire // Russian History. Vol. 44. 2017. No. 1. P. 25—46. (англ.) - Mironov B. N. Cannon Fodder for the Revolution: The Russian Proletariat in 1917 // Kritika: Explorations in Russian and Eurasian History. Vol. 18, No. 2 (Spring 2017). P. 351—370. (англ.) |

Есть наука, беллетристика, коммерческое кино, конъюнктурная публицистика и развлекательная научно-популярная литература. Всё имеет свою нишу. Я занимаюсь фундаментальными исследованиями, они нацелены на вечное и важное. Мода и конъюнктура изменяются, а настоящие ценности остаются. В этом смысле мне торопиться некуда…
— Б. Н. Миронов: о себе.

## Перечень рецензий на монографии
- На книгу «Историк и математика (Математические методы в историческом исследовании)» (— Л.: Наука, 1975):
  - Lewis R. D. Рец. на кн. // The American Historical Review. 1978. Vol. 83. No 3. P. 688.
  - Дегтярёв А. Я., Кащенко С. Г., Фроянов И. Я., Шапиро А. Л.. [Рец. на кн.:] Миронов Б. Н., Степанов З. В. Историк и математика (математические методы в историческом исследовании) // Вопросы истории. 1978. № 3. С. 148—150.
- На книгу «Внутренний рынок России во второй половине XVIII — первой половине XIX в.» (— Л.: Наука, 1981):
  - Кахк Ю. Ю. [Рец. на кн.] // Вопросы истории. 1982. № 11. С. 138—139.
  - McKay, John P. Рец. на кн. // Slavic Review. 1984. Vol. 43. No 1. P. 99—101.
  - Klaus, Heller. Рец. на кн. // Jahrbücher für Geschichte Osteuropas. 1985. Bd. 33. Hft. 2. S. 255—256.
- На книгу «Историк и социология» (— М.: Наука, 1984):
  - Бестужев-Лада И. В. [Рец. на кн.] // Социологические исследования. 1985. № 4. С. 198—199.
  - Литвак Б. Г. [Рец. на кн.] // История СССР. 1986. № 2. С. 179—183.
  - Кон И. С. [Рец. на кн.] // Новый мир. 1986. № 6. С. 270—271.
- На книгу «Хлебные цены в России за два столетия (XVIII—XIX вв.)» (— Л.: Наука, 1985)
  - Фёдоров В. А. [Рец. на кн.] // Вопросы истории. 1987. № 1. С. 110—112.
  - Hock, Steven. Рец. на кн. // Slavic Review. Vol. 46. Fall/Winter. 1987. P. 596—597.
  - Gregory, Paul. Рец. на кн. // The American Historical Review. Vol. 93. February 1988. P. 195.
  - Третьяков С. Л. [Рец. на кн.] // История СССР. 1988. № 6. С. 169—171.
  - Мустафин А. Р. «Ведомости одна с другою никакого сходства не имеют»: верификация данных о хлебных ценах в России в XVIII в. // Российская история. 2017. № 2. С. 189—200.
- На книгу «Русский город в 1740—1860-е годы: демографическое, социальное и экономическое развитие» (— Л.: Наука, 1990)
  - Brower, Daniel. Рец. на кн. // Slavic Review. Vol. 51. No. 2. 1992. P. 365—366.
  - Bater, James H. Рец. на кн. // The American Historical Review. Vol. 97. No. 3. 1992. P. 893—894.
  - Hildermeier, Manfred. Рец. на кн. // Jahrbücher für Geschichte Osteuropas. N. F. 1996. Bd. 44. Hft. 4. S. 583—585.
- На учебное издание «Историческая социология России» (— СПб., 2009; 2017):
  - См.: Историческая социология России
- На книгу «Социальная история России периода империи (XVIII — начало XX в.). Генезис личности, демократической семьи, гражданского общества и правового государства» (В 2-х тт. 1-е изд. — СПб.: Изд. Дмитрий Буланин. 1999; 2-е изд. испр. — СПб.: Изд. Дмитрий Буланин, 2000; 3-е изд. испр. и доп. — СПб.: Изд. Дмитрий Буланин, 2003):
  - См. Социальная история России периода империи (XVIII – начало XX века)
- На книгу «Благосостояние населения и революции в имперской России: XVIII — начало XX века» ([Изд. 1-е.] — М.: Новый хронограф, 2010; Изд. 2-е, испр. и доп. — М.: Весь мир, 2012):
  - См. Благосостояние населения и революции в имперской России: XVIII — начало XX века
- На книгу «Страсти по революции: Нравы в российской историографии в век информации» (— М.: Весь мир. 2013; Изд. 2-е. — М.: Весь мир. 2014):
  - См. Благосостояние населения и революции в имперской России: XVIII — начало XX века
- На книгу «Российская империя: от традиции к модерну: в 3 тт.» (— СПб.: Изд. Дмитрий Буланин, 2014, 2015; 2-е изд., испр. — СПб.: Дмитрий Буланин, 2018):
  - См. Российская империя: от традиции к модерну
- На книгу «Российская модернизация и революция» (— СПб.: Изд. Дмитрий Буланин, 2019):
  - См. Российская модернизация и революция

## Основные интервью по темам исследований
- Интервью Марине Рабжаевой для «Журнала социологии и социальной антропологии» (СПб.: 2000. Т. III. № 2. С. 180—185): информация сайта eLIBRARY.ru
- Интервью с Б. Н. Мироновым // Вестник молодых учёных. Экономические науки. 2000. № 6. С. 3—10.
- Сантиметры свободы. Интервью с профессором Б. Н. Мироновым в связи с выходом в свет «Социальной истории» // Ex Libris НГ. 2000. 10 августа. С. 1—5.
- Механик Александр. Триста лет — полёт нормальный // Эксперт. 2008. № 43 (632). 3—9 ноября. С. 66—78.
- Интервью с Б. Н. Мироновым // Наука и технологии России. 23.04.2010.
- «Революционный сдержите шаг! „Самый оспариваемый историк России“ убеждён, что для революции не было предпосылок в 1917 году — и нет сегодня»: интервью Дмитрию Бабичу и Вячеславу Тяпкину для «Российской газеты», 6.07.2015
- Революционный сдержите шаг! / Борис Миронов; беседовали Вячеслав Тяпкин, Дмитрий Бабич // Родина. 2015. № 7. С. 48—53.
- Интервью «Эхо Петербурга», 14.11.2016
- «Мы привыкаем к взяткам с детства». Беседовала Софья Мохова. Интервью Росбалт, 30.11.2016
- Интервью телеканалу «Россия-1»: Для документального фильма, посвящённого революции 1917 года, 15—17.12.2016
- «Оцифрованная революция. Самый оспариваемый историк России тоже совершил революцию — в оценке событий 1917 года»: интервью на сайте «Российской газеты», 1.11.2017
- Нордвик Владимир. Революционный взгляд историка Бориса Миронова на события 1917 года: Оцифрованная революция // Российская газета. 2017. 7 ноября. № 251 (7417).
- Миронов Б. Н. «Не дай вам Бог жить в эпоху перемен». Беседовал С. Э. Эрлих // Журнал «Историческая экспертиза». 2020.

## Членство в редколлегиях, редсоветах журналов
- «Вестник Санкт-Петербургского университета. История»
- «Демографическое обозрение»
- «Russian History» (Connecticut, USA)
- «Economic and Social History Review» (Пекин, Китай)
- «Былые годы. Российский исторический журнал»

## Основные гранты и стипендии, участие в международных проектах
| Российские издательские и исследовательские и гранты |
| --- |
| - Издательский грант РГНФ на публикацию монографии «Миронов Б. Н. Социальная история России периода империи (XVIII — начало XX в.): Генезис личности, демократической семьи, гражданского общества и правового государства. — СПб.: Изд. Дмитрий Буланин, 1999. В 2-х тт.» (1998—1999) - Исследовательский грант Президиума РАН «Государство и становление гражданского общества в России: Новые документы, итоги и перспективы изучения» в рамках программы фундаментальных исследований Президиума РАН «Историко-культурное наследие и духовные ценности России» (Руководитель проекта. 2009—2011) - Издательский грант Федерального агентства по печати и массовым коммуникациям на публикацию монографии "Миронов Б. Н. Благосостояние населения и революции в имперской России: XVIII — начало XX в. М.: Новый хронограф, 2010. — 911 с.) в рамках целевой программы «Культура России» и Программы Фундаментальных исследований Президиума РАН «Историко-культурное наследие и духовные ценности России» (2010) - Издательский грант Федерального агентства по печати и массовым коммуникациям на публикацию монографии «Миронов Б. Н. Российская империя: от традиции к модерну: в 3 т. — СПб.: Изд. Дмитрий Буланин, 2014, 2015» в рамках целевой программы «Культура России. 2012—2018 годы» (2014—2015) - Исследовательский грант РНФ «Исторический опыт управления этническим разнообразием и этно-конфессиональными конфликтами в имперской, советской и постсоветской России: междисциплинарное исследование». (Руководитель проекта. 2015—2017) - Исследовательский грант РНФ «Исторический опыт управления этническим разнообразием и этно-конфессиональными конфликтами в имперской, советской и постсоветской России: междисциплинарное исследование». (Руководитель проекта. 2018—2019) |

| Зарубежные исследовательские и преподавательские гранты |
| --- |
| - Грант в Центре российских и восточноевропейских исследований в Торонтском университете (Торонто, Канада. 1989) - Грант в Национальном институте исследований по аграрной истории (Париж. 1990/1991) - Грант в Университете Васеда (Токио. 1992) - Грант в Международном исследовательском центре имени Вудро Вильсона (Вашингтон. 1992/1993) - Стипендия Международного центра имени Вудро Вильсона (Вашингтон. 1992—1993) - Грант в Бенефельдском университете (Бенефельд, ФРГ. 1994) - Грант в Орегонском университете (Юджин, США. 1996) - Грант в Тюбингенском университете (Тюбинген, ФРГ. 1997) - Грант в Славянском центре при Хоккайдском университете (Япония. 1997/1998) - Стипендия Славянского исследовательского центра Университета Хоккайдо (Саппоро, Япония. 1997—1998) - Грант в Славянском центре при Хоккайдском университете (Хоккайдо, Япония. 1997/1998) - Грант в Калифорнийском университете (Дейвис (Калифорния), США. 2001) - Гранты в Цзилинском университете (Китай. 2003, 2005, 2010, 2012) - Участник международного проекта «Российско-французская торговля в XVIII — начале XX в.» Института аграрных исследований (Париж, Франция. 1990—1992) - Участник Международного проекта «The Global Price and Income History Group». (Руководитель проекта профессор Питер Линдерт (Piter Lindert), Калифорнийский университет, США. 2001—2017) - Участник Международного проекта «Интеграция национальных рынков в мировой рынок и её влияние на благосостояние населения» при Европейском университете. (Руководитель проекта профессор Джиовани Федерико (Giovanni Federiсо), Флоренция, Италия. 2010—2012) |

## Награды
- Почётная медаль РАЕН имени В. В. Леонтьева «За достижения в экономике» (за большие достижения в изучении экономической истории России) (04.02.2005)
- Нагрудный знак «За вклад в развитие государственной статистики» (приказ Федеральной службы государственной статистики № 23 от 2 апреля 2018 г.)
- Премия имени В. О. Ключевского РАН — за трёхтомную монографию «Российская империя: от традиции к модерну» (постановление Президиума РАН № 22 от 26.01.2021)[3]